# Table des caractères Unicode/U16A70
Cette page contient des caractères spéciaux ou non latins. S’ils s’affichent mal (▯, ?, etc.), consultez la page d’aide Unicode.
Table des caractères Unicode U+16A70 à U+16ACF.

## Caractères réservés
Cette portion d'Unicode est attribuée au tangsa.

### Table des caractères
|               | 0 | 1 | 2 | 3 | 4 | 5 | 6 | 7 | 8 | 9 | A | B | C | D | E | F |
| ------------- | - | - | - | - | - | - | - | - | - | - | - | - | - | - | - | - |
| 16A7 ... 16AC |   |   |   |   |   |   |   |   |   |   |   |   |   |   |   |   |